# Massaker von Klečka
Das Massaker von Klečka war ein Massenmord an 22 serbischen Zivilisten im Dorf Klečka nahe Lipjan im Kosovo, mutmaßlich durch Mitglieder der albanischen paramilitärischen Organisation UÇK verübt. Das Massaker erfolgte über einen Zeitraum von mehreren Tagen im Juli 1998 während des Kosovokrieges. Nach den Morden versuchten die Täter die Getöteten durch Verbrennung in einem als Krematorium zweckentfremdeten Kalkofen einer Zitronenfabrik einzuäschern.
In seiner Erklärung an die Generalversammlung der Vereinten Nationen zur Tötung der Serben setzte das jugoslawische Außenministeriums die Täter mit Nazis und die Art der Leichenbeseitigung mit dem industrialisierten Massenmord an den Juden gleich und forderte die UN-Mitgliedstaaten einzeln zur „klaren Verurteilung der Verbrechen“ und zur Unterstützung im „legitimen Kampf gegen den Terrorismus“ auf. Einige Vertreter der internationalen Gemeinschaft verurteilten den Vorfall zwar, jedoch blieb eine breite Solidarisierung mit den Serben aus. In Serbien führte das Verbrechen von Klečka dazu die These vom albanischen Genozid an den Serben bestätigt zu sehen. Das seit den 1980er Jahren konstruierte Narrativ wurde in den serbischen Medien reaktualisiert und radikalisiert.
Im April 2001 sprach ein serbisches Gericht zwei Kosovo-Albaner des Terrorismus, Massenhinrichtungen und Vergewaltigungen an serbischen Zivilisten im Kosovo schuldig und verurteilte sie zu 20 Jahren Gefängnis. Die Brüder Luan und Bekim Mazreku waren im August 1998 kurz nach der Entdeckung des Massengrabes in Klečka rund 30 Kilometer südlich von Pristina festgenommen worden und hatten in ihren Vernehmungen angegeben, einer UÇK-Gruppe angehört zu haben, die insgesamt zehn Menschen umgebracht habe, zudem hatte ein Kronzeuge die Angaben bestätigt.
Der Prozess hatte im April 2000 begonnen und war dreimal unterbrochen worden.